# 福山プリンセスカップ
福山プリンセスカップ（ふくやまプリンセスカップ）は福山市競馬事務局が福山競馬場のダート1800メートルで施行していた地方競馬の重賞競走（平地競走）である。

## 概要
本競走が創設されるまでは長らく同時期にアングロアラブ系3歳牝馬の中国所属馬限定の重賞競走「クイーンカップ」が開催されていた。2009年に当競走がサラブレッド4歳以上牝馬の中国所属馬の出走条件に変更されたことに伴い創設された。
本競走は福山三冠（福山ダービー、鞆の浦賞、福山王冠）競走へ向かうための前哨戦として位置付けられていたが、本競走に出走した競走馬は福山三冠競走の前に地方競馬全国交流の重賞競走「若草賞」へ向かう傾向が強く、若草賞への前哨戦としても位置付けられていた。2011年からは正式に若草賞へのトライアル競走として位置付けられ、1着馬のみ、若草賞への優先出走権が与えられるようになった。
負担重量は別定重量である。
賞金総額は81万円で、1着賞金60万円、2着賞金12万円、3着賞金6万円、4着賞金3万円と定められている。

## 歴史
- 2009年 - 福山競馬場のダート1800mのサラブレッド系3歳牝馬の中国所属馬限定の別定重量の重賞競走「福山プリンセスカップ」として創設。
- 2011年 - 1着馬のみ、若草賞への優先出走権が付与されるようになる。

### 歴代優勝馬
| 回数  | 施行日        | 優勝馬           | 性齢 | 所属 | タイム | 優勝騎手   | 管理調教師 |
| ----- | ------------- | ---------------- | ---- | ---- | ------ | ---------- | ---------- |
| 第1回 | 2009年3月8日  | マルサンジョイ   | 牝3  | 福山 | 2:02.9 | 池田敏樹   | 弓削和彦   |
| 第2回 | 2010年2月21日 | ワイエスオジョー | 牝3  | 福山 | 2:04.2 | 﨏畑雄一郎 | 小嶺英喜   |
| 第3回 | 2011年3月13日 | ユメミルチカラ   | 牝3  | 福山 | 1:59.9 | 嬉勝則     | 高本敏明   |
| 第4回 | 2012年2月19日 | クーヨシン       | 牝3  | 福山 | 2:00.6 | 佐原秀泰   | 那俄性哲也 |
| 第5回 | 2013年2月16日 | メイライト       | 牝3  | 福山 | 1:59.6 | 池田敏樹   | 末広卓己   |

## 本競走からの若草賞優勝馬
創設当初から若草賞への前哨戦として施行されていたが、2009年に優勝したマルサンジョイの3着入賞が最高で、優勝馬は1頭も出ていなかった。また、福山所属馬が若草賞を制した年は一度もなく、全て他地区所属馬が制していた。